# Chenay (Marne)
Chenay es una comuna francesa situada en el departamento de Marne, en la región de Gran Este.

## Demografía
| 247 | 255 | 264 | 291 | 276 | 304 | 227 |
| Para los censos de 1962 a 1999 la población legal corresponde a la población sin duplicidades (Fuente: INSEE [Consultar]) |     |     |     |     |     |     |